# OMX Helsinki 25
| OMX Helsinki 25 | OMX Helsinki 25  |
| Stammdaten      | Stammdaten       |
| --------------- | ---------------- |
| Staat           | Finnland         |
| Börse           | Börse Helsinki   |
| ISIN            | FI0008900212     |
| WKN             | 965526           |
| Symbol          | OMXH25           |
| RIC             | ^HEX25           |
| Bloomberg-Code  | HEX25 <INDEX>    |
| Kategorie       | Aktienindex      |
| Typ             | Performanceindex |
| Familie         | OMX-Indizes      |

Der OMX Helsinki 25 (OMXH25, früher HEX 25) ist ein finnischer Aktienindex. Er umfasst die 25 größten Unternehmen an der OMX Börse Helsinki.

## Berechnung
Der OMX Helsinki 25 ist wie der deutsche Aktienindex DAX ein Performanceindex, wobei die Dividenden aus den im OMXH25 enthaltenen Titeln in den Index reinvestiert werden. Über die Zusammensetzung entscheidet die finnische Börsenaufsicht. Der OMXH25 umfasst seit jeher die 25 meist gehandelten Aktien der OMX Börse Helsinki, gemessen am täglichen Median der Handelsvolumina auf Halbjahresbasis. Die Berechnung wird während der OMX-Handelszeit von 9:00 Uhr bis 17:30 Uhr MEZ jede Sekunde aktualisiert.
Die Zusammensetzung wird halb- und die Gewichtung vierteljährlich überprüft, wobei Letztere nach der Marktkapitalisierung vorgenommen wird. Eine Besonderheit des Index ist seine relativ restriktive Kappungsgrenze bei einem Anteil von 10 Prozent. Damit soll gewährleistet werden, dass einzelne Unternehmen keinen dominierenden Einfluss ausüben. Aus diesem Grund sind große finnische Unternehmen wie Nokia, der Versorger Fortum und das Versicherungsunternehmen Sampo mit Anteilen von genau 10 Prozent vertreten.

## Unternehmen im OMX Helsinki 25

### Zusammensetzung
Der OMX Helsinki 25 setzte sich am 14. April 2025 aus folgenden Unternehmen zusammen:
| Name           | Branchensektor              | Hauptsitz | Gewichtung (%) | Logo |
| -------------- | --------------------------- | --------- | -------------- | ---- |
| Cargotec       | Industriegüter und -dienste | Helsinki  | 0,4            |      |
| Elisa          | Telekommunikation           | Helsinki  | 1,6            |      |
| Fortum         | Versorgung                  | Espoo     | 4,8            |      |
| Huhtamäki      | Verpackungsindustrie        | Espoo     | 1,0            |      |
| Kalmar         | Maschinenbau                | Helsinki  | 0,4            |      |
| Kemira         | Chemie                      | Helsinki  | 1,3            |      |
| Kesko          | Einzelhandel                | Helsinki  | 3,0            |      |
| Kojamo         | Immobilieninvestor          | Helsinki  | 1,9            |      |
| Kone           | Industriegüter und -dienste | Espoo     | 3,4            |      |
| Konecranes     | Industriegüter und -dienste | Hyvinkää  | 0,8            |      |
| Mandatum       | Finanzen                    | Helsinki  | 4,8            |      |
| Metso          | Industriegüter und -dienste | Helsinki  | 7,4            |      |
| Neste          | Öl und Gas                  | Espoo     | 4,8            |      |
| Nokia          | Technologie                 | Espoo     | 38,1           |      |
| Nokian Renkaat | Konsumgüter                 | Nokia     | 1,4            |      |
| Nordea         | Finanzen                    | Stockholm | 14,9           |      |
| Orion          | Pharma                      | Espoo     | 1,2            |      |
| Outokumpu      | Grundstoffindustrie         | Espoo     | 4,0            |      |
| Qt Group       | Software                    | Helsinki  | 0,2            |      |
| Sampo          | Finanzen                    | Helsinki  | 21,5           |      |
| Stora Enso     | Grundstoffindustrie         | Helsinki  | 6,5            |      |
| Tieto          | Technologie                 | Helsinki  | 1,1            |      |
| UPM            | Grundstoffindustrie         | Helsinki  | 6,0            |      |
| Valmet         | Industriegüter und -dienste | Espoo     | 1,7            |      |
| Wärtsilä       | Industriegüter und -dienste | Helsinki  | 5,6            |      |

### Anpassungen
| Datum      | Veränderung                                                                                           |
| ---------- | --- |
| 2002-08-01 | Kesko, Nokian Renkaat, Orion und Uponor ersetzen Aldata Solution, AvestaPolarit, Comptel und Hartwall |
| 2003-02-03 | Elcoteq Network und Rautaruukki ersetzen Instrumentarium und Kemira                                   |
| 2004-02-02 | YIT ersetzt Perlos                                                                                    |
| 2004-08-02 | Perlos ersetzt KCI Konecranes                                                                         |
| 2005-02-01 | Kemira ersetzt Elcoteq Network                                                                        |
| 2005-08-01 | Cargotec, Neste Oil und SanomaWSOY ersetzen Kemira, Perlos und Uponor                                 |
| 2006-02-01 | OKO Bank ersetzt Pohjola Group                                                                        |
| 2006-08-01 | KCI Konecranes ersetzt Orion                                                                          |
| 2007-02-01 | Orion und Outokumpu ersetzen Amer Group und OKO Bank                                                  |
| 2007-08-01 | Amer Group und Uponor ersetzen Huhtamäki und Orion                                                    |
| 2008-02-01 | Pohjola Bank ersetzt M-real                                                                           |
| 2008-08-01 | Ramirent ersetzt Amer Sports                                                                          |
| 2009-02-02 | M-real und Orion ersetzen Ramirent und Uponor                                                         |
| 2009-08-03 | Talvivaara ersetzt M-real                                                                             |
| 2010-02-01 | Kemira ersetzt Talvivaara                                                                             |
| 2011-08-01 | Talvivaara ersetzt Tieto                                                                              |
| 2012-02-01 | Amer Sports ersetzt Talvivaara                                                                        |
| 2013-02-01 | Huhtamäki ersetzt Sanoma                                                                              |
| 2014-04-04 | Pohjola Bank entfernt                                                                                 |
| 2014-07-28 | Rautaruukki entfernt                                                                                  |
| 2014-08-01 | Valmet aufgenommen                                                                                    |
| 2015-02-02 | Tieto aufgenommen                                                                                     |
| 2016-08-01 | Metsä Board ersetzt Kemira                                                                            |
| 2018-08-01 | DNA ersetzt Tieto                                                                                     |
| 2019-03-12 | Amer Sports entfernt                                                                                  |
| 2019-08-01 | Tieto und Kemira ersetzen YIT                                                                         |
| 2019-10-01 | DNA entfernt                                                                                          |
| 2024-08-01 | Kemira ersetzt Telia                                                                                  |
| 2025-02-03 | Kalmar ersetzt Metsä Board                                                                            |

## Geschichte

### 20. Jahrhundert

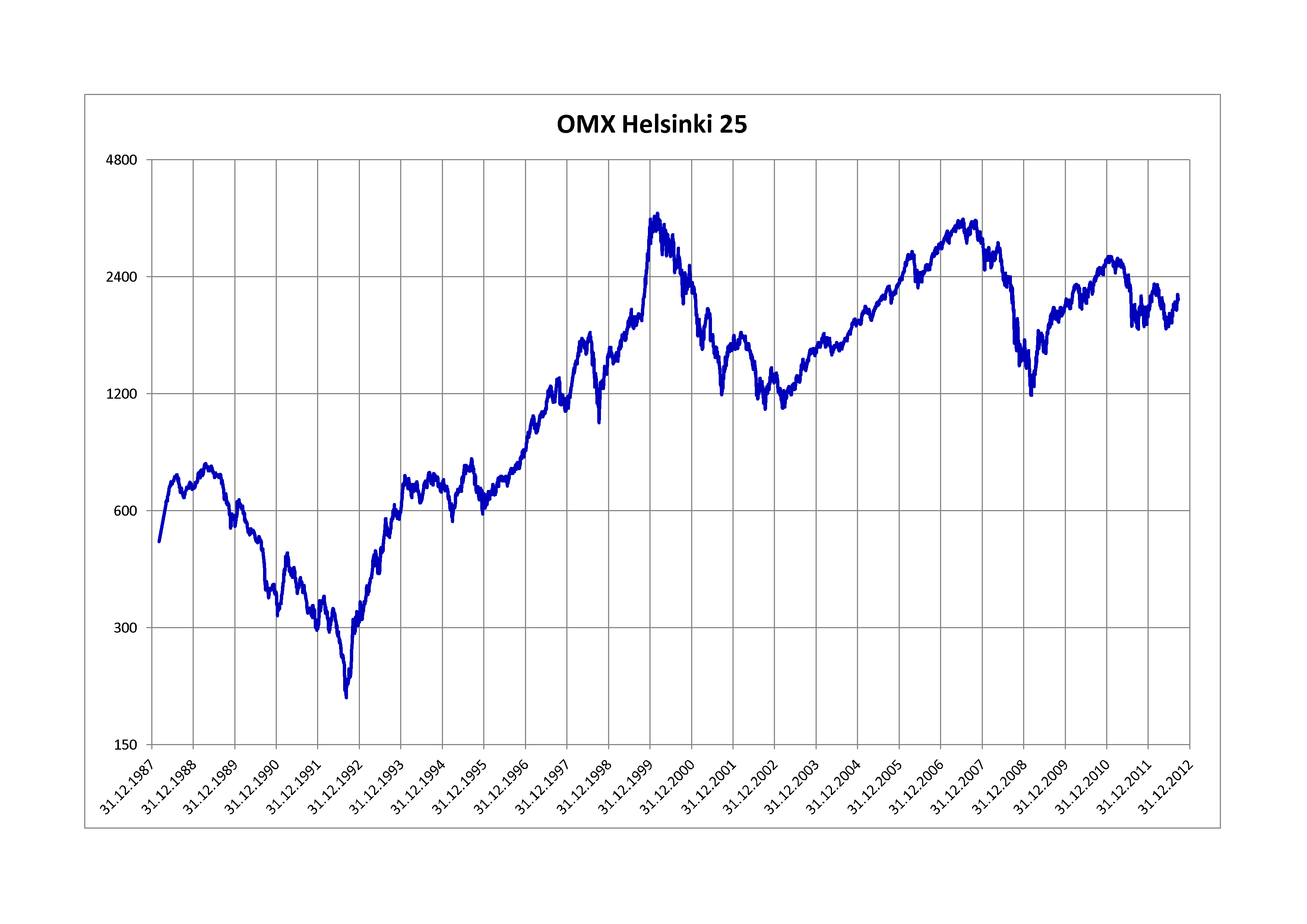
OMX Helsinki 25 Index 1988–2012

Der Index wurde am 4. März 1988 unter dem Namen HEX 25 mit einem Basiswert von 500 Punkten eingeführt. In den folgenden 13 Monaten stieg der finnische Leitindex um 58,8 Prozent. Am 17. April 1989 beendete er den Handel bei 794,03 Punkten. Im Verlauf der Rezession Anfang der 1990er Jahre sank der HEX 25 bis zum 9. Januar 1991 auf einen Schlussstand von 321,95 Punkten. Das entspricht seit April 1989 einem Verlust von 59,5 Prozent. Nach einem Anstieg bis zum 8. April 1991 bis auf 467,40 Punkte fiel das Börsenbarometer in den folgenden 17 Monaten um 57,6 Prozent. Am 7. September 1992 beendete der HEX 25 den Handel bei 198,31 Punkten.
Am 14. Februar 1997 schloss der Aktienindex erstmals über der 1.000-Punkte-Marke. Am 20. Juli 1998 beendete das Börsenbarometer den Handel bei 1.725,56 Punkten. Der Gewinn seit September 1992 beträgt 770,1 Prozent. In den Jahren 1997 und 1998 kam es in Teilen der Welt zu Finanz-, Währungs- und Wirtschaftskrisen (Asienkrise, Russlandkrise, Brasilienkrise). Durch die Krisen waren die Anleger in Finnland nervös geworden und es kam zu einem verstärkten Kapitalabfluss. Am 8. Oktober 1998 schloss der HEX 25 bei 1.009,54 Punkten. Der Verlust seit Juli 1998 beträgt 41,5 Prozent.
In den kommenden drei Jahren erzielte der Aktienindex zahlreiche Rekorde. Am 28. Oktober 1999 beendete er den Handel zum ersten Mal über der Grenze von 2.000 Punkten und am 23. Dezember 1999 zum ersten Mal über der 3.000-Punkte-Marke. Am 6. März 2000 schloss der finnische Leitindex mit 3.502,48 Punkten auf einem Allzeithoch. Der Gewinn seit Oktober 1998 liegt bei 246,9 Prozent.

### 21. Jahrhundert
Nach dem Platzen der Spekulationsblase im Technologiesektor (Dotcom-Blase) fiel der Index bis zum 8. Oktober 2002 auf einen Tiefststand von 1.093,37 Punkten. Das war ein Rückgang seit März 2000 um 68,8 Prozent. Es war der größte Sturz in der Geschichte des Index.
Am 15. November 2004 fusionierte die Stockholmer Börse mit der Börse Helsinki. Um die Leitindizes beider Länder besser unterscheiden zu können, wurde der schwedische Index in OMX Stockholm 30 und der finnische Index HEX 25 in OMX Helsinki 25 umbenannt.
Der 8. Oktober 2002 bedeutet das Ende der Talfahrt. Ab dem Herbst 2002 begann der OMXH25 wieder zu steigen. Bis zum 13. Juli 2007 stieg er um 209,0 Prozent auf einen Schlussstand von 3.379,03 Punkten. Im Verlauf der internationalen Finanzkrise, die im Sommer 2007 in der US-Immobilienkrise ihren Ursprung hatte, begann der OMXH25 wieder zu sinken. Am 29. September 2008 schloss er mit 1.967,84 Punkten unter der 2.000-Punkte-Marke. Einen neuen Tiefststand erzielte der Aktienindex am 9. März 2009, als er den Handel bei 1.189,09 Punkten beendete. Seit dem 13. Juli 2007 entspricht das einem Rückgang um 64,8 Prozent.
Der 9. März 2009 markiert den Wendepunkt der Talfahrt. Ab dem Frühjahr 2009 war der Index wieder auf dem Weg nach oben. Bis zum 1. Februar 2011 stieg er um 128,0 Prozent auf einen Schlussstand von 2.710,72 Punkten. Die Abschwächung der globalen Konjunktur und die Verschärfung der Eurokrise führten zu einem Kurseinbruch des Index. Am 4. Oktober 2011 beendete der OMX Helsinki 25 den Handel bei 1.758,65 Punkten. Der Verlust seit dem 1. Februar 2011 beträgt 35,1 Prozent.
Die Ankündigung neuer Anleihekaufprogramme der Europäischen Zentralbank und der US-Notenbank in grundsätzlich unbegrenztem Umfang führte zu einer Erholung der Kurse am Aktienmarkt. Die monetären Impulse spielten eine größere Rolle bei der Kursbildung, als die weltweite Wirtschaftsabkühlung und die Lage der Unternehmen. Am 4. Januar 2013 schloss der Index bei 2.327,39 Punkten und damit um 32,3 Prozent höher als am 4. Oktober 2011.

### Höchststände
Die Übersicht zeigt die Allzeithöchststände des OMX Helsinki 25.
|                      | Punkte   | Datum             |
| -------------------- | -------- | ----------------- |
| im Handelsverlauf    | 5.786,90 | 7. September 2021 |
| auf Schlusskursbasis | 5.804,26 | 7. September 2021 |

### Meilensteine
Die Tabelle zeigt die Meilensteine des OMX Helsinki 25.
| Erster Schlussstand über | Schlussstand in Punkten | Datum             |
| ------------------------ | ----------------------- | ----------------- |
| 500                      | 500,00                  | 4. März 1988      |
| 1.000                    | 1.002,45                | 14. Februar 1997  |
| 1.500                    | 1.507,23                | 3. April 1998     |
| 2.000                    | 2.018,31                | 28. Oktober 1999  |
| 2.500                    | 2.502,58                | 2. Dezember 1999  |
| 3.000                    | 3.052,48                | 23. Dezember 1999 |
| 3.500                    | 3.502,48                | 6. März 2000      |
| 4.000                    | 4.008,97                | 5. Mai 2017       |
| 4.500                    | 4.525.72                | 7. Februar 2020   |
| 5.000                    | 5.003,72                | 30. März 2021     |
| 5.500                    | 5.528.07                | 13. Juli 2021     |

### Jährliche Entwicklung
Die Tabelle zeigt die jährliche Entwicklung des OMX Helsinki 25 seit 1988.
| Jahr | Schlussstand in Punkten | Veränderung in Punkten | Veränderung in % |
| ---- | ----------------------- | ---------------------- | ---------------- |
| 1988 | 696,16                  |                        |                  |
| 1989 | 563,46                  | −132,70                | −19,06           |
| 1990 | 370,48                  | −192,98                | −34,25           |
| 1991 | 301,17                  | −69,31                 | −18,71           |
| 1992 | 313,31                  | 12,14                  | 4,03             |
| 1993 | 602,59                  | 289,28                 | 92,33            |
| 1994 | 687,68                  | 85,09                  | 14,12            |
| 1995 | 623,87                  | −63,81                 | −9,28            |
| 1996 | 863,69                  | 239,82                 | 38,44            |
| 1997 | 1.131,33                | 267,64                 | 30,99            |
| 1998 | 1.486,97                | 355,64                 | 31,44            |
| 1999 | 3.222,83                | 1.735,86               | 116,74           |
| 2000 | 2.321,51                | −901,32                | −27,97           |
| 2001 | 1.600,99                | −720,52                | −31,04           |
| 2002 | 1.293,16                | −307,83                | −19,23           |
| 2003 | 1.530,98                | 237,82                 | 18,39            |
| 2004 | 1.830,98                | 300,00                 | 19,60            |
| 2005 | 2.301,26                | 470,28                 | 25,68            |
| 2006 | 2.910,49                | 609,23                 | 26,47            |
| 2007 | 3.010,11                | 99,62                  | 3,42             |
| 2008 | 1.515,65                | −1.494,46              | −49,65           |
| 2009 | 2.032,59                | 516,94                 | 34,11            |
| 2010 | 2.628,48                | 595,89                 | 29,32            |
| 2011 | 1.942,07                | −686,41                | −26,11           |
| 2012 | 2.210,02                | 267,95                 | 13,80            |
| 2013 | 2.835,17                | 625,15                 | 28,29            |
| 2014 | 2.988,08                | 152,91                 | 5,39             |
| 2015 | 3.359,38                | 371,30                 | 12,43            |
| 2016 | 3.680,08                | 320,70                 | 9,55             |
| 2017 | 3.917,97                | 237,89                 | 6,46             |
| 2018 | 3.685,16                | −232,81                | −5,94            |
| 2019 | 4.255,80                | 570,64                 | 15,48            |
| 2020 | 4.586,15                | 330,35                 | 7,76             |
| 2021 | 5.571,97                | 985,82                 | 21,50            |
| 2022 | 4.825,44                | −746,53                | −13,40           |
| 2023 | 4.515,97                | −309,47                | −6,41            |